# Stereodon jolliffii
Stereodon jolliffii là một loài Rêu trong họ Hypnaceae. Loài này được (Hook. f.) Mitt. mô tả khoa học đầu tiên năm 1859.